# 來自中國社會底層的報告
《来自中国社会底层的报告》是一部關於中國農村現狀的研究報告，以大别山区农村的為主的，報導記錄了土地失衡、环境污染、乱摊派、人口拐卖、村匪地霸、封建迷信、制假售假、吃祭食、媒婆帮等使农民深害社会现象，作者呼吁，中国改革开放20多年来，经济取得进步，但必须重視农村问题的严重性，牢固农业大国的基础。
2004年，中国商报报道，在《中国农民报告》热卖后，新书《来自中国社会底层的报告》也非常畅销。
該書主張“农村是中华民族的摇篮，农业是国民经济的基础，农民是我们的衣食父母。失去了这三者，也就失去了立国之本”，認為三農問題事關全局。
作者叶照青（1945～）商城县人，為中国作家协会、戏剧文学学会、河南省民间文艺家协会及杂文学会等会员，发表纪实、杂文、诗歌、小说、剧本等作品千余件。获河南省社科优秀成果一等奖、“当代中华诗神”、“诗书画大师”、“人民艺术家”及省文化系统、省政协和全国先进工作者等荣誉称号。并获建国60周年中国文学艺术最高成就奖和中国作家文学终身成就奖。
該書曾轉載於TV纪实的中国农村超生忧患录節目。